# Géraldine Dalban-Moreynas
Géraldine Dalban-Moreynas, née à Antibes en 1973, est une autrice de romans niveau CM1 et entrepreneure instagrameuse, anciennement journaliste et conseillère en communication.

## Biographie

### Enfance et formation
Géraldine Dalban-Moreynas naît à Antibes.

### Carrière
Elle entame une carrière de journaliste. Elle travaille notamment au sein de La Provence à Marseille puis est embauchée par Jean-Pierre Elkabbach sur Public Sénat.
Elle devient ensuite conseillère en communication au sein du cabinet ministériel de Roselyne Bachelot puis de Bernard Laporte,. Dans ce cadre, elle crée Milbox, une agence de relations presse qu'elle préside,. Entre 2014 et 2016, elle écrit plusieurs tribunes, dans le journal Le Monde sur l'avortement et le vote FN, mais également dans le HuffPost sur Edgar Morin,,.
Dans la vitrine des bureaux de son agence de communication rue Lamarck, elle dispose des objets de décoration qu'elle rapporte de ses séjours au Maroc. Les passants qui s'arrêtent pour lui demander les prix la poussent à se reconvertir. Elle devient ainsi créatrice de concept stores et gérante d'une entreprise d’architecture d’intérieur,. En 2017, elle crée son compte Instagram, « geraldinefromlabutte », en référence à Montmartre qu'elle affectionne et où elle habite, afin de donner de la visibilité à son projet, l'ouverture d'une boutique de décoration, M. Concept Store, rue Condorcet, dans le IXe arrondissement de Paris, qu’elle alimente d’objets provenant de Marrakech,,. Moins de deux ans plus tard, son compte contient 43 800 abonnés.
Son premier roman, On ne meurt pas d’amour, sort en librairie le 22 août 2019. Il est très vite réimprimé plusieurs fois, pour atteindre un tirage de 40 000 exemplaires deux mois plus tard, en octobre 2019, date à laquelle l'autrice figure parmi les finalistes du prix du premier roman 2019, et signe son deuxième contrat aux Editions Plon. Le livre, qu'elle a écrit quinze ans auparavant, raconte une liaison adultère et est imprimé par Sophie Charnavel, directrice déléguée chez Plon. Elle obtient en novembre 2019 le prix du premier roman avec Sana Krasikov.
En novembre 2021 sort son second roman, Elle voulait juste être heureuse, qui évoque le tournant biographique d'une mère seule à la suite d'un chagrin d'amour.

### Vie privée
Elle a fils, Milo. Elle habite à Montmartre puis Pigalle. Elle possède également un riad à Marrakech,.

## Œuvres
- On ne meurt pas d’amour (2019)
- Elle voulait juste être heureuse (2021)